# Paraslauga kallimoides
Paraslauga kallimoides är en fjärilsart som beskrevs av Schultze 1912. Paraslauga kallimoides ingår i släktet Paraslauga och familjen juvelvingar. Inga underarter finns listade i Catalogue of Life.